# Eponymous
Eponymous és la primera compilació de grans èxits de la banda estatunidenca de rock alternatiu R.E.M., publicat el 17 d'octubre de 1988 per I.R.S. Records. Va ser el seu darrer llançament autoritzat a I.R.S. Records, discogràfica amb la qual havien estat contractats des del 1982, acabant de signar amb Warner Bros. Records. De fet, tot just un mes després ja va aparèixer l'àlbum Green amb Warner Bros. Records.
Tot i ser un treball de grans èxits, també inclou diverses rareses i versions alternatives dels seus èxits. El treball té el títol alternatiu File Under Grain en referència a la fotografia de la portada.

## Llista de cançons
Totes les cançons foren escrites i compostes per Bill Berry, Peter Buck, Mike Mills i Michael Stipe. 
| 1.            | «Radio Free Europe» (senzill original Hib-Tone) |               | 3:47  |
| 2.            | «Gardening at Night» (remescla vocal diferent)  |               | 3:30  |
| 3.            | «Talk About the Passion»                        |               | 3:20  |
| 4.            | «So. Central Rain»                              |               | 3:15  |
| 5.            | «(Don't Go Back To) Rockville»                  |               | 4:32  |
| 6.            | «Cant Get There from Here»                      |               | 3:39  |
| Durada total: | Durada total:                                   | Durada total: | 22:03 |

| 1.            | «Driver 8»                                                  | 3:23  |
| 2.            | «Romance» (de la banda sonora de Made in Heaven)            | 3:25  |
| 3.            | «Fall on Me»                                                | 2:50  |
| 4.            | «The One I Love»                                            | 3:16  |
| 5.            | «Finest Worksong» (mutual drum horn mix)                    | 3:50  |
| 6.            | «It's the End of the World as We Know It (And I Feel Fine)» | 4:05  |
| Durada total: | Durada total:                                               | 20:49 |